# 鄭宗哲
鄭宗哲（2001年7月26日—） 為台灣屏東縣出身的職業棒球選手，效力於美國職棒匹茲堡海盜，守備位置為內野手。

## 經歷
- 屏東縣九如國小田徑隊
- 屏東縣鶴聲國中青少棒隊
- 高雄市普門中學青棒隊
- 美國職棒匹茲堡海盜（小聯盟－大聯盟，2019年－）

鄭宗哲2025年4月7日升上大聯盟，並於4月9日迎來初登板。

## 成棒國手經歷
- 2021年U-23世界盃棒球賽中華隊
- 2022年亞洲運動會棒球比賽中華隊
- 2023年世界棒球經典賽中華隊

## 外部連結
- 鄭宗哲在美國職棒（英语）
- 鄭宗哲在Baseball-Reference.com（大聯盟）（英语）
- 鄭宗哲在Baseball-Reference.com（小聯盟以及海外聯盟）（英语）
- 鄭宗哲在ESPN（MLB）（英语）
- 鄭宗哲在FanGraphs.com（英语）
- 鄭宗哲在台灣棒球維基館上的頁面（繁體中文）